# Meltdown (canción de Travis Scott)
«Meltdown» es una canción del rapero estadounidense Travis Scott y el rapero canadiense Drake. Fue lanzado el 2 de agosto de 2023 como el tercer sencillo del cuarto álbum de estudio de Scott, Utopia. Scott y Drake coescribieron la canción con los productores Boi-1da, Vinylz, Tay Keith, BNYX y Scotty Coleman, así como con el coproductor Skeleton Cartier.

## Composición y letra
La canción comienza con Drake susurrando sobre una "pista silenciosa" y pasa a un "una voz aireada y ronca" apuntando en contra del productor Pharrell Williams y el rapero Pusha T. Williams fue atacado porque recientemente asumió el puesto como director creativo de Louis Vuitton, anteriormente ocupado por el fallecido Virgil Abloh, un amigo de Drake. También se refirió a la estrecha conexión de Pusha T con Williams. Este último ya había sido objeto de burla por parte de Drake en el vídeo de "Jumbotron Shit Poppin" (2022).
En otro verso, Drake ataca a Pusha T por realizar una canción criticando a Jim Jones, un compañero cercano de Drake, en un desfile de moda de Williams en junio de 2023. Irónicamente, Williams también participó en una de las pitas del álbum como productor, en el tema "Looove".
También se le hace alusión a la demanda iniciada por Vogue contra Drake y 21 Savage, ya que ellos habían publicado una portada falsa de Vogue para promocionar su álbum Her Loss.
Scott también decide ser algo "mezquino" con sus versos. Él hace referencias al personaje ficticio Willy Wonka. Se supone que la letra está dirigida al actor Timothée Chalamet, quien interpretará a Wonka en la próxima película del mismo nombre y, según él estaba saliendo con la exnovia de Scott, la modelo estadounidense e influencer Kylie Jenner, al momento que se producía el disco.

## Recepción de la crítica
Desde HotNewHipHop, Aron A. elogió ambos intérpretes por su "trabajo excepcional", describiendo sus versos como "lirícamente impulsivas y punzantes". Otra propuesta para la "increíble trayectoria", A. comenta que sus colaboraciones funcionan mejor cuando son "inesperadas". Por otro lado, Mackenzie Cummings-Grady de Billboard expresó una crítica negativa al tema, tildando a "Meltdown" como una de las tres peores pistas del álbum, calificándola como una "decepción unidimensional" y destacó los versos de Drake por ser meramente "huecas" y "muy planas".